# NGC 1268
NGC 1268 je galaksija u zviježđu Perzej.

## Vanjske poveznice
- SEDS: NGC 1268